# 伊藤雅人
伊藤 雅人（いとう まさと、1962年9月8日 - ）は、日本の裁判官。最高裁判所事務総局刑事局参事官や、最高裁判所上席調査官、静岡地方裁判所所長等を経て、東京高等裁判所部総括判事。

## 人物・経歴
北海道大学法学部卒業。1988年東京地方裁判所判事補任官。最高裁判所事務総局刑事局参事官や、最高裁判所司法研修所教官、最高裁判所上席調査官、東京地方裁判所部総括判事、東京地方裁判所刑事部所長代行者等を経て、2020年から静岡地方裁判所所長を務め、新型コロナウイルス感染症の世界的流行に伴う業務縮小からの復帰などを進めた。2021年東京高等裁判所部総括判事。

## 裁判
- 池袋本町三丁目アパート内殺人事件で、被告人に懲役12年を言い渡した[6]。
- 杏林製薬創業家から30億円を詐取したとして訴えられた不動産ブローカーに対し、被害額は4億2千万円と認定し、詐欺罪で懲役7年を言い渡した[7]。

## 著書
- 『刑事訴訟法等の一部を改正する法律及び刑事訴訟規則等の一部を改正する規則の解説』（落合義和, 辻裕教, 稗田雅洋, 高橋康明, 駒田秀和, 河原俊也, 森健二と共著）法曹会 2010年
- 『植村立郎判事退官記念論文集 : 現代刑事法の諸問題 第1巻（第1編（理論編・少年法編）』（植村立郎判事退官記念論文集」編集委員会編）立花書房 2011年
- 『井上正仁先生古稀祝賀論文集』（酒巻匡, 大澤裕, 川出敏裕編）有斐閣 2019年